# 美國參議院立法程序官
美國參議院立法程序官（英語：Parliamentarian (consultant)，又譯議事專家、法規專家或議事員等）是負責解釋美国参议院《議事規則》及其他議事程序的議事人員，由該院多數黨領袖任命。參議院現任立法程序官為伊莉莎白·麥多諾，自2012年就職至今。

## 歷史
1923年，美國參議院文員查爾斯·華特金斯開始非正式協助處理院會程序問題；迄「罗斯福新政」期間，國會議事負擔隨立法而遽增，參議院終於1935年確立立法程序官職位以為應付。
自1935年以來，共有6位議事人員曾任此職：
| 任次 | 姓名            | 任期          |
| ---- | --------------- | ------------- |
| 1    | 查爾斯·華特金斯 | 1935年—1964年 |
| 2    | 佛洛伊德·李迪克 | 1964年—1974年 |
| 3    | 穆瑞·茲韋本（Murray Zweben） | 1974年—1981年 |
| 4    | 羅伯特·多夫     | 1981年—1987年 |
| 5    | 艾倫·弗魯明     | 1987年—1995年 |
| 6    | 羅伯特·多夫     | 1995年—2001年 |
| 7    | 艾倫·弗魯明     | 2001年—2012年 |
| 8    | 伊莉莎白·麥多諾 | 2012年至今    |

## 職權
參議院立法程序官由該院多數黨領袖任命，為全體議員提供中立而保密的服務。
因參議院立法程序十分複雜，立法程序官可為議員解答有關議事規則或前例實踐的專業疑問。程序官的主要職能是協助參議院主席主持院會，確保議事程序符合規範；程序官得事先為主席準備書面提示，或當場以口頭講述程序。開會時，程序官一般坐於主席臺正下方。除主席者外，普通議員及其助理亦有權向程序官諮詢提案審議程序等相關事宜。程序官通常不直接涉入參議院個別委員會運作，但仍可為其議事規則提供指引。近年來，參議院立法程序官另一大角色是依據「伯德規定」裁決法案內容是否符合国会预算调和程序，而得以經半數議員同意加速通過。
參議院立法程序官所作建議並無約束力，該院主席或院會均可予以推翻。不過，此種情況十分罕見，上次發生已是1975年副總統纳尔逊·洛克菲勒主席時；且因爭議極大，參議院兩大黨領袖皆不欲就此樹立成例，於是院會爾後決定改經正常程序修訂議事規則。
除上述職能外，參議院立法程序官亦負責彙整發布該院《議事規則》及議事先例集《李迪克參議院議事程序》。